# Królowie Medii Atropatene

## Królowie Medii Atropatene

### Dynastia Atropatydów
- Atropates (satrapa Medii 331-323, Medii Atropatene 323-po 320 p.n.e.)
- Artabazos (ok. 275)
- Artabazanes (221/20-po 211)
- Nieznani władcy?
- Timarchos (tylko satrapa Medii ok. 162-160)
- Zależność od imperium Partów ok. 139-87
- Gotarzes (I) (ok. 95-87; król Partów 91-87)
- Zależność od Armenii 87-66
- Mitrydates I (ok. 69-66) [zięć Tigranesa II Wielkiego, króla Wielkiej Armenii]
- Dariusz (ok. 65) [syn]
- Ariobarzanes I (65-56) [brat]
- Zależność od imperium Partów 66 p.n.e.-224 n.e.
- Artawazdes I (56-31; usunięty; król Małej Armenii 30-20) [syn]
- Panowanie Partów? 31-20
- Ariobarzanes II (20 p.n.e.-4 n.e.; król Armenii 2-4 n.e.) [syn]
- Artawazdes II (4-10; król Armenii 4-6) [syn]

### DynastiaArsacydów
- Artabanus (10-12; król Partów jako Artabanus II (III) 12-38)
- Wonones (12-51; król Partów jako Wonones II 51) [brat?]
- Pakorus (51-72) [kuzyn]
- Inwazja Alanów na Medię Atropatene 72 i 134/6
- Nieznani władcy(?)
- Zależność od imperium Sasanidów 224-651
- Arabowie podbijają Medię Atropatene 651